# Arne Johansen
Pour les articles homonymes, voir Johansen.
Arne Johansen, né le 3 avril 1927 et mort le 25 octobre 2013, est un patineur de vitesse norvégien.
Il est médaillé de bronze aux Jeux olympiques d'hiver de 1952 sur l'épreuve des 500 mètres. Il partage sa médaille avec le canadien Gordon Audley.